# Efecto eureka

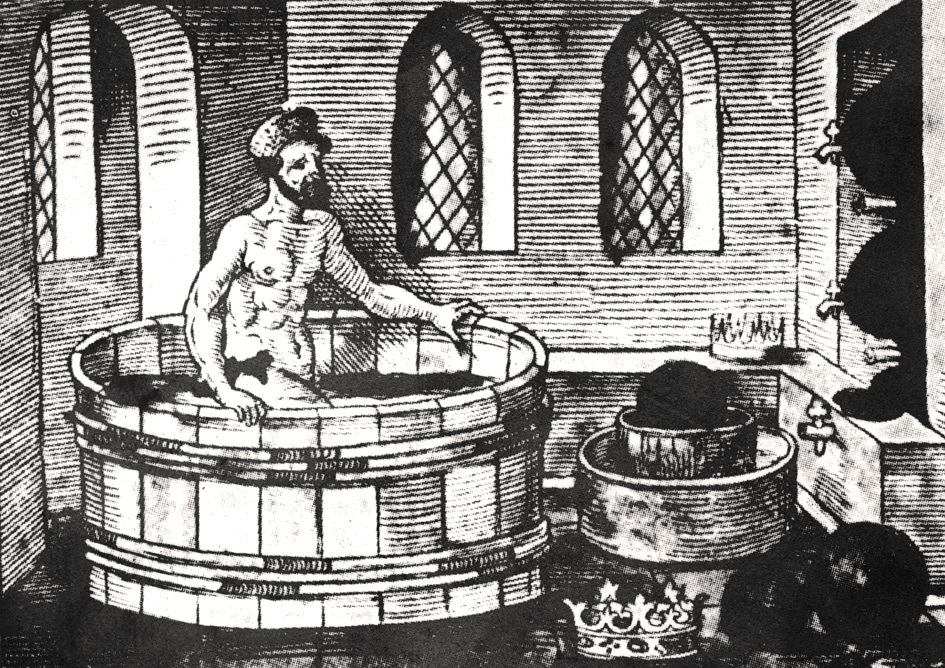
Un grabado en madera del del momento eureka de Arquímedes.

El efecto eureka (también conocido como momento ¡Ajá! o momento eureka) se refiere a la experiencia humana común de comprender repentinamente un problema o concepto previamente incomprensible. Algunas investigaciones describen el efecto ¡Ajá! (también conocido como insight o epifanía) como una parte de la memoria, pero existen opinones contradictorias en cuanto a dónde se produce exactamente en el cerebro y es difícil predecir bajo qué circunstancias se puede dar un efecto eureka.
El insight es un término psicológico que intenta describir el proceso de resolución de problemas cuando un enigma que antes no tenía solución se vuelve repentinamente claro y obvio. A menudo esta transición de la incomprensión a la comprensión espontánea va acompañada de una exclamación de alegría o satisfacción, lo que sería el efecto eureak o «momento ¡Ajá!». Una persona que utiliza el conocimiento para resolver un problema es capaz de dar respuestas precisas, discretas, de todo o nada, mientras que las personas que no utilizan el proceso de conocimiento tienen más probabilidades de producir respuestas parciales e incompletas.
Un relato teórico reciente sobre el momento ¡Ajá! trataba cuatro atributos definitorios de esta experiencia. Primero, el momento ¡Ajá! sucede de repente; en segundo lugar, la solución a un problema se puede procesar sin problemas o con fluidez; tercero, el momento ¡Ajá! tiene un efecto positivo; cuarto, la persona que experimenta el momento ¡Ajá! está convencida de que la solución es acertada. Estos cuatro atributos no están separados, sino que pueden combinarse porque la experiencia de procesamiento provoca un efecto tanto positivo como de veracidad, especialmente cuando ocurre de manera sorprendente (por ejemplo, porque es repentino).
El insight puede conceptualizarse como un proceso de dos fases. La primera fase para experimentar un ¡Ajá! requiere que alguien llegue a un punto muerto, donde se queda estancado y, aunque aparentemente haya explorado todas las posibilidades, todavía no puede encontrar una solución. La segunda fase ocurre repentina e inesperadamente. Después de una pausa en la fijación mental o de reevaluar el problema, se encuentra la respuesta. Algunas investigaciones sugieren que los problemas de insight son difíciles de resolver debido a nuestra fijación mental en aspectos inapropiados del contenido del problema. Para resolver problemas de insight es necesario «pensar fuera de lo normal». Este ensayo elaborado puede hacer que la gente tenga mejor memoria para momentos ¡Ajá! Se cree que el insight ocurre con una ruptura en la fijación mental, lo que permite que la solución parezca transparente y obvia.

## Historia y etimología
El efecto recibe su nombre de una historia sobre el antiguo erudito griego Arquímedes. En la historia, el rey local le pidió a Arquímedes (c. 250 a. C.) que determinara si una corona era de oro puro. Durante un viaje posterior a un baño público, Arquímedes notó que el agua se desplazaba cuando su cuerpo se hundía en el baño y, en particular, que el volumen de agua desplazada era igual al volumen de su cuerpo sumergido en el agua. Habiendo descubierto cómo medir el volumen de un objeto irregular y concibiendo un método para resolver el problema del rey, Arquímedes supuestamente saltó y corrió desnudo a casa, gritando «εὕρηκα» (pronunciado «eureka», que significaría literalmente «¡Lo he encontrado!»). En la actualidad se cree que esta historia es ficticia porque fue mencionada por primera vez por el escritor romano Vitruvio casi 200 años después de la fecha del supuesto evento, y porque el método descrito por Vitruvio no habría funcionado. Sin embargo, Arquímedes ciertamente realizó un trabajo importante y original en hidrostática, en particular en su Sobre los cuerpos flotantes.

## Investigación

### Investigación inicial
La investigación sobre el momento ¡Ajá! se remonta a más de 100 años, a los primeros experimentos de los psicólogos de la Gestalt sobre la cognición de los chimpancés. En su libro de 1921, Wolfgang Köhler describió el primer ejemplo de pensamiento perspicaz en los animales: A uno de sus chimpancés, Sultán, se le encomendó la tarea de alcanzar un plátano que había sido colgado en lo alto del techo de manera que era imposible alcanzar saltando. Después de varios intentos fallidos de alcanzar el plátano, Sultán se quedó un rato enfurruñado en un rincón, luego de repente saltó y apiló algunas cajas unas sobre otras, trepó por ellas y así pudo agarrar el plátano. Esta observación se interpretó como un pensamiento profundo. El trabajo de Köhler fue continuado por Karl Duncker y Max Wertheimer.
El efecto eureka también fue descrito más tarde por Pamela Auble, Jeffrey Franks y Salvatore Soraci en 1979. Al sujeto se le presentaría una frase inicialmente confusa como «El pajar era importante porque la tela se rasgó». Después de un cierto período de tiempo sin comprensión por parte del lector, se presentaba la palabra clave («paracaídas»), por lo que el lector podía comprender la oración y esto resultaba en un mejor recuerdo en las pruebas de memoria. Los sujetos dedican una cantidad considerable de tiempo a intentar resolver el problema, e inicialmente se planteó la hipótesis de que la elaboración hacia la comprensión puede desempeñar un papel en un mayor recuerdo. No hubo evidencia de que la elaboración tuviera algún efecto para el recuerdo. Se descubrió que tanto las oraciones «fáciles» como las «difíciles» que resultaban en un efecto ¡Ajá! tuvieron tasas de recuerdo significativamente mejores que las oraciones que los sujetos pudieron comprender de inmediato. De hecho, se obtuvieron tasas de recuerdo iguales tanto para frases «fáciles» como para frases «difíciles» que inicialmente eran incomprensibles. Al parecer, esta incomprensión era la que ayudaba a un mejor recuerdo. La esencia del sentimiento ¡Ajá! y la resolución de problemas mediante insight fue investigada sistemáticamente por Danek et al. y Shen y sus compañeros. Recientemente se han intentado comprender las bases neurobiológicas del efecto eureka.

### Resolución de problemas deinsight
Actualmente hay dos teorías sobre cómo las personas llegan a la solución de los problemas de insight. La primera es la teoría de seguimiento del progreso. La persona analizará la distancia desde su estado actual hasta el estado objetivo. Una vez que una persona se da cuenta de que no puede resolver el problema mientras sigue su camino actual, buscará soluciones alternativas. En los problemas de insight esto suele ocurrir al final del rompecabezas. La segunda forma en que la gente intenta resolver estos enigmas es la teoría del cambio representacional. Quien soluciona el problema inicialmente tiene una baja probabilidad de éxito porque utiliza conocimientos inadecuados al establecer restricciones innecesarias al problema. Una vez que la persona relaja sus limitaciones, puede incorporar conocimientos que antes no estaban disponibles a la memoria de trabajo para resolver dicho problema. La persona también utiliza el desglose, separando en fragmentos significativos en sus componentes. Tanto la relajación de restricciones como la descomposición de fragmentos permiten un cambio en la representación, es decir, un cambio en la distribución de la activación en la memoria de trabajo, momento en el que pueden exclamar: «¡Ajá!». Actualmente ambas teorías tienen apoyo, siendo la teoría del seguimiento del progreso más adecuada para problemas de múltiples pasos y la teoría del cambio representacional más adecuada para problemas de un solo paso.
El efecto eureka sobre la memoria se produce sólo cuando hay una confusión inicial. Cuando a los sujetos se les presentó una palabra clave antes de que se les presentara la oración confusa, no hubo ningún efecto sobre el recuerdo. Si la pista se proporcionaba después de presentada la frase, se producía un aumento en el recuerdo.

### Memoria
Se había determinado que el recuerdo es mayor para los elementos generados por el sujeto que si al sujeto se le presentan los estímulos. Parece haber una ventaja en la memoria en los casos en que las personas son capaces de producir una respuesta por sí mismas; siendo mayor el recuerdo en reacciones que produjeron un momento ¡Ajá! Se realizaron pruebas con oraciones que inicialmente eran difíciles de entender, pero que al presentarse una palabra clave, la comprensión se volvía más evidente. Se encontró otra evidencia que indica que el esfuerzo en el procesamiento de estímulos visuales se recordaba con más facilidad que los estímulos que simplemente se presentaban. Este estudio se realizó mediante la conexión de puntos o mediante instrucciones verbales para producir una imagen real o sin sentido. Se cree que el esfuerzo realizado para comprender algo durante la codificación induce la activación de señales alternativas que luego participan en dicho recuerdo.

### Lateralización cerebral
Estudios de imágenes por resonancia magnética funcional y electroencefalogramas han encontrado que la resolución de problemas mediante insight implica una mayor actividad en el hemisferio cerebral derecho en comparación con la resolución de problemas que no requieren insight. En particular, se encontró una mayor actividad en la circunvolución temporal anterosuperior del hemisferio derecho.

### Dormir
Es posible que se produzca algún procesamiento inconsciente mientras una persona duerme, ya que hay varios casos de descubrimientos científicos que les llegan a las personas en sus sueños. Friedrich August Kekulé von Stradonitz afirmó que la estructura anular del benceno se le ocurrió en un sueño en el que una serpiente se comía su propia cola. Los estudios han demostrado un mayor rendimiento en problemas de insight si los sujetos dormían durante un descanso entre la recepción del problema y su resolución. El sueño puede funcionar para reestructurar problemas y permitir alcanzar nuevos conocimientos. Henri Poincaré afirmó que valoraba el sueño como un momento de «pensamiento inconsciente» que le ayudaba a superar los problemas.

### Otras teorías
El profesor Stellan Ohlsson cree que al comienzo del proceso de resolución de problemas, algunas características destacadas del problema se incorporan a una representación mental del mismo. El primer paso para resolver el problema, es considerarlo a la luz de la experiencia previa. Con el tiempo, se llega a un punto muerto en el que todos los enfoques del problema fracasan y la persona se frustra. Ohlsson cree que este punto muerto impulsa procesos inconscientes que cambian la representación mental de un problema y provocan que se produzcan soluciones novedosas.

### Procedimiento general para realizar estudios de potencial y electroencefalografía
Al estudiar los efectos insight o ¡Ajá! se utilizan métodos generales de potencial relacionado con evento o electroencefalografía (EEG). Inicialmente se toma una medición de referencia, que generalmente pide al sujeto que simplemente recuerde la respuesta a una pregunta. Después de esto, se pide a los sujetos que se concentren en la pantalla mientras se muestra un logogrifo, y luego se les da tiempo con una pantalla en blanco para obtener la respuesta, una vez que lo hacen se les pide que presionen una tecla. Después de lo cual la respuesta aparece en la pantalla. Luego se pide a los sujetos que presionen una tecla para indicar que pensaron en la respuesta correcta y otra para indicar si se equivocaron, finalmente, que no presionen ninguna tecla si no estaban seguros o no sabían la respuesta.

### Evidencia en estudios de EEG
La actividad neuronal en estado de reposo tiene una influencia permanente en las estrategias cognitivas utilizadas al resolver problemas, particularmente en el caso de derivar soluciones mediante una búsqueda metódica o de manera repentina. Ambas estrategias cognitivas utilizadas implican tanto la búsqueda como el análisis del estado actual de un problema, hasta el estado objetivo de ese problema, mientras que los problemas de insight son una conciencia repentina de la solución a un problema.
Los sujetos estudiados se registraron primero en el estado de pensamiento de reposo inicial. Tras la prueba mediante el método descrito en el procedimiento general para realizar estudios de potencial relacionado con evento y EEG, se hizo la relación entre la solución de insight y la de no insight para determinar si un individuo se clasifica como de alto insight (HI) o de bajo insight (LI). Discriminar entre individuos HI y LI es importante ya que ambos grupos usan diferentes estrategias cognitivas para resolver los problemas de anagramas utilizados en este estudio. Se cree que la activación del hemisferio derecho está involucrada en el efecto eureka o ¡Ajá!, por lo que no sorprende que los individuos HI muestren una mayor activación en el hemisferio derecho que el hemisferio izquierdo en comparación con los individuos LI. Se encontraron evidencias que respaldan esta idea: hubo una mayor activación en los sujetos con HI en las zonas dorsal y frontal derecha (banda alfa baja), frontal inferior derecha (bandas beta y gamma) y parietal derecha (banda gamma). En cuanto a los sujetos LI, las zonas frontal inferior izquierda y temporal anterior izquierda estaban activas (banda alfa baja).

### Pruebas en estudios de potencial relacionado con evento
La localización de fuentes es difícil en los estudios de potencial relacionado con evento y puede ser difícil distinguir las señales de insight de las señales de habilidades cognitivas existentes en las que se basa o de la fijación mental injustificada que rompe, pero se han ofrecido las siguientes conclusiones.
Un estudio encontró que las respuestas «¡Ajá!» produjeron resultados de potencial relacionado con evento más negativos, N380 en el CCA, que las respuestas «no ¡Ajá!», entre 250 y 500 ms, tras una respuesta. Los autores sospecharon que este N380 en el CCA es una señal de ruptura del sistema mental y refleja el efecto «¡Ajá!». Otro estudio realizado mostró que un ¡Ajá! provoca un N320 en la región central posterior. Un tercer estudio, realizado por Qiu y Zhang (2008), dictaminó que había un N350 en la córtex del cíngulo posterior para adivinar con éxito, no en la corteza cingulada anterior. La corteza cingulada posterior parece desempeñar una función menos ejecutiva en el seguimiento e inhibición de la mentalidad y la función cognitiva.
Otro hallazgo significativo de este estudio fue un componente positivo tardío (LPC, por sus siglas en inglés) en la adivinación exitosa y luego en el reconocimiento de la respuesta a 600 y 700 ms, después del estímulo, en la circunvolución parahipocampal (BA34). Los datos sugieren que el parahipocampo participa en la búsqueda de una respuesta correcta manipulándola en la memoria de trabajo y en la integración de relaciones. La circunvolución parahipocampal puede reflejar la formación de asociaciones novedosas mientras se resuelven problemas de insight.
Un cuarto estudio de potencial relacionado con evento es bastante similar, pero este afirma tener una activación de la corteza del cíngulo anterior en N380, que puede ser responsable de la mediación de la ruptura del conjunto mental. Otras zonas de interés fueron la corteza prefrontal, la corteza parietal posterior y el lóbulo temporal medial. Si los sujetos no lograban resolver el acertijo y luego se les mostraba la respuesta correcta, mostraban el sentimiento de perspicacia, que se reflejaba en las grabaciones del electroencefalograma.

### Pruebas en estudios de resonancia magnética funcional
Se llevó a cabo un estudio con el objetivo de registrar la actividad que ocurre en el cerebro durante un momento ¡Ajá! mediante el uso de fMRI en 2003 por Jing Luo y Kazuhisa Niki. A los participantes en este estudio se les presentó una serie de acertijos japoneses y se les pidió que calificaran sus impresiones sobre cada pregunta usando la siguiente escala: (1) Puedo entender esta pregunta muy bien y sé la respuesta; (2) Puedo entender muy bien esta pregunta y creo que es interesante, pero no sé la respuesta; o (3) No puedo entender esta pregunta y no sé la respuesta. Esta escala permitió a los investigadores observar solo a los participantes que experimentarían un ¡Ajá! al ver la respuesta al acertijo. En estudios anteriores sobre insight, los investigadores descubrieron que los participantes reportaron sentimientos de insight al ver la respuesta a un acertijo o problema sin resolver. Luo y Niki tenían el objetivo de registrar estos sentimientos de percepción en sus participantes mediante resonancia magnética funcional. Este método permitió a los investigadores observar directamente la actividad que ocurría en el cerebro de los participantes durante un momento «¡Ajá!».

## Problemas deinsighty problemas coninsight

### Problemas de percepción

#### El problema de los nueve puntos

El problema de los nueve puntos con solución. La mayoría de las personas no logran trazar líneas más allá de los puntos que componen el cuadrado y no pueden resolver este rompecabezas.

El problema de los nueve puntos es un problema espacial clásico utilizado por los psicólogos para estudiar el insight. El problema consta de un cuadrado de 3 × 3 creado por 9 puntos negros. La tarea consiste en conectar los 9 puntos utilizando exactamente 4 líneas rectas, sin volver sobre el papel ni levantar el bolígrafo. Kershaw y Ohlsson informan que en un laboratorio con un límite de tiempo de 2 o 3 minutos, la tasa de solución esperada es del 0 %.
La dificultad de este problema es que requiere que los encuestados miren más allá de las relaciones convencionales entre figura y fondo, que crean restricciones espaciales sutiles e ilusorias y (literalmente) «pensar fuera de la caja». Romper las limitaciones espaciales muestra un cambio en la atención en la memoria de trabajo y la utilización de nuevos factores de conocimiento para resolver el rompecabezas.

#### Adivinanzas o acertijos
Las adivinanzas son un tipo de problema muy popular en la investigación del insight.
Ejemplo: «Si en un árbol hay 200 palomas y un hombre con una escopeta dispara a una de ellas y la mata, ¿cuántas palomas quedan? [Respuesta] ¡Ninguna, porque las demás se espantan y marchan volando!»

#### Aritmética de cerillas
Un subconjunto de acertijos con cerillas, la aritmética con cerillas, que fue desarrollado y utilizado por G. Knoblich, involucra cerillas que están dispuestas a mostrar una ecuación matemática simple pero incorrecta en números romanos. La tarea consiste en corregir la ecuación moviendo solo una cerilla.

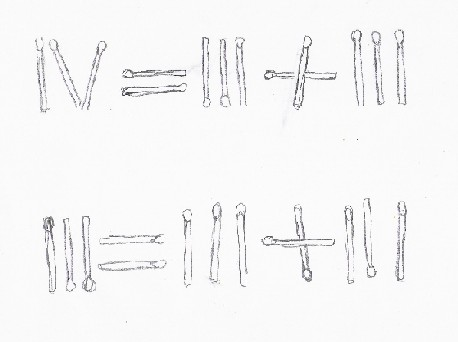
Dos ejemplos de problemas aritméticos con cerillas.

#### Anagramas
Los anagramas implican manipular el orden de un conjunto determinado de letras para crear una o varias palabras. El conjunto original de letras puede ser una palabra en sí misma o simplemente una mezcla.
Ejemplo: Santa puede transformarse para deletrear Satán.

#### Jeroglíficos
Los jeroglíficos implican señales verbales y visuales que obligan al encuestado a reestructurar y «leer entre líneas» (casi literalmente) para resolver el acertijo.
Algunos ejemplos:
1. Rompecabezas: tú solo yo [Respuesta: solo entre tú y yo]
2. Rompecabezas: Una letra T, dentro de una letra Q y un dado al lado [Respuesta: T en Q y dado = Ten cuidado]

#### El problema de las ocho monedas
En este problema, se dispone un conjunto de 8 monedas sobre una mesa con una configuración determinada y se le pide al sujeto que mueva 2 monedas de modo que todas las monedas toquen exactamente otras tres. La dificultad en este problema proviene de pensar en el problema de una manera puramente bidimensional, cuando un enfoque tridimensional es la única forma de resolver el problema.

#### Problemas de percepción
La investigación insight es problemática debido a la ambigüedad y falta de acuerdo entre los psicólogos sobre su definición. Esto podría explicarse en gran medida por la naturaleza fenomenológica del insight y la dificultad para catalizar su aparición, así como por las formas en que se «desencadena» experimentalmente.

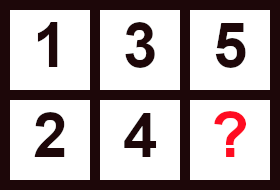
Ejemplo de un rompecabezas que requiere conocimiento por parte del encuestado. Cuando se pregunta qué hay en el cuadrado en blanco, la respuesta suele ser 6. Si el encuestado tiene la información de que la solución no es un número, debe darse cuenta de que la imagen representa una palanca de cambios y la respuesta es «R» para indicar la marcha atrás.

El conjunto de problemas de insight que emplean actualmente los psicólogos es pequeño y, debido a su heterogeneidad y alto nivel de dificultad, no tiene gran validez o fiabilidad.
Uno de los mayores problemas con los problemas de insight es que para la mayoría de participantes son demasiado difíciles. En muchos problemas, esta dificultad interfiere con el requisito de reestructuración o reconceptualización del mismo o de sus posibles soluciones, por ejemplo, trazar unas líneas tras el cuadrado de puntos del problema de los 9 puntos.

## El efecto ¡Ajá! y descubrimientos científicos
Hay varios ejemplos de descubrimientos científicos realizados una repentina inspiración que lleva a la comprensión. Una de las ideas clave en el desarrollo de su teoría de la relatividad especial se le ocurrió a Albert Einstein mientras hablaba con su amigo Michele Besso:

Empecé a hablar con el con la siguiente frase: «Recientemente he estado trabajando en un problema complicado. Hoy vengo aquí a luchar contra ese problema contigo.». Debatimos sobre cada uno de los aspectos del problema y, de repente, entendí la clave del problema. Al día siguiente volví a estar con él y le dije, sin decir ni hola, «Gracias. He conseguido resolver el problema.»

Sin embargo, Einstein ha dicho que la idea de la relatividad especial no se le ocurrió como un momento eureka único y repentino, sino que fue «discurrida por pasos que surgen de las leyes individuales derivadas de la experiencia». De la misma manera, Carl Friedrich Gauss dijo después de un momento eureka: «Tengo el resultado, pero no sé cómo llegar a él».
Sir Alec Jeffreys tuvo un momento eureka en su laboratorio de Leicester después de mirar la imagen de rayos X de un experimento de ADN a las 9:05 a. m. del lunes 10 de septiembre de 1984, que inesperadamente mostró similitudes y diferencias entre el ADN de diferentes miembros de la familia de su técnico. En aproximadamente media hora, se dio cuenta del alcance de la elaboración de perfiles de ADN, que utiliza variaciones en el código genético para identificar individuos. El método se ha vuelto importante en la ciencia forense para ayudar a resolver disputas de paternidad o problemas de inmigración. También se puede aplicar a especies no humanas, como en estudios de genética de poblaciones de vida silvestre. Antes de que sus métodos fueran comercializados en 1987, el laboratorio de Jeffreys era el único centro que realizaba huellas genéticas de ADN en el mundo.